# Tetrastes bonasia
Il francolino di monte (Tetrastes bonasia (Linnaeus, 1758)) è un uccello della famiglia dei Phasianidae.

## Descrizione
È un tetraone relativamente piccolo con una lunghezza che va dai 35 ai 39 cm ed una apertura alare tra 48 e 54 cm. È più piccolo del fagiano di monte e poco più grande di una coturnice.
Il piumaggio è finemente ornato. Le parti superiori sono grigie, le ali marroni e le parti inferiori bianche screziate di castano. Area grigia sul groppone e sul sopracoda e banda terminale nera con margine bianco sulla coda sono caratteri diagnostici della specie. Il becco varia da brunastro a nero. 
Il maschio possiede una piccola cresta erettile; la gola è nera con i bordi bianchi. La femmina è riconoscibile per la cresta più corta e per la gola non nera. Quando vola si nota una coda grigia dalla punta nera.
Gli esemplari giovani sono più piccoli della femmina, di colore più spento e privo di area bianca sulla gola.

## Sistematica
Tetrastes bonasia ha 11 sottospecie:
- T. b. amurensis
- T. b. bonasia
- T. b. griseonotus
- T. b. kolymensis
- T. b. rhenanus
- T. b. rupestris
- T. b. schiebeli
- T. b. sibiricus
- T. b. styriacus
- T. b. vicinitas
- T. b. yamashinai

Alcuni autori classificano ancora questa specie nel genere Bonasia.

## Distribuzione e habitat
È una specie stanziale che vive nell'Eurasia settentrionale e nell'Europa centrale e orientale in terreni boschivi densi, umidi e misti di conifere, preferibilmente con qualche abete rosso. Predilige le pianure in gran parte del suo areale, ma localmente (per esempio sulle Alpi) lo si trova in montagna. In Italia è presente sull'arco alpino tra i 700 e i 1500 metri d'altezza, tra la provincia di Vercelli e quella di Udine. In Val Sessera è sedentario e nidificante.

## Biologia
È un uccello diurno, legato alle radure erbose all'interno del proprio habitat.
Esibisce un volo piuttosto rumoroso alternato tra battuto e planato. Sul terreno si muove camminando o correndo. Si posa spesso sui rami.

### Voce
Il maschio ha un richiamo ti-ti-ti-ti-ti acuto e la femmina un tettettettet liquido. I richiami o il frullo delle ali dell'uccello sono spesso la sola indicazione della sua presenza, dato che la sua timidezza e l'habitat boschivo lo rendono difficile da vedere.
Infatti il metodo principale di censimento è l'ascolto del canto primaverile per stimare la presenza di soggetti.

### Alimentazione

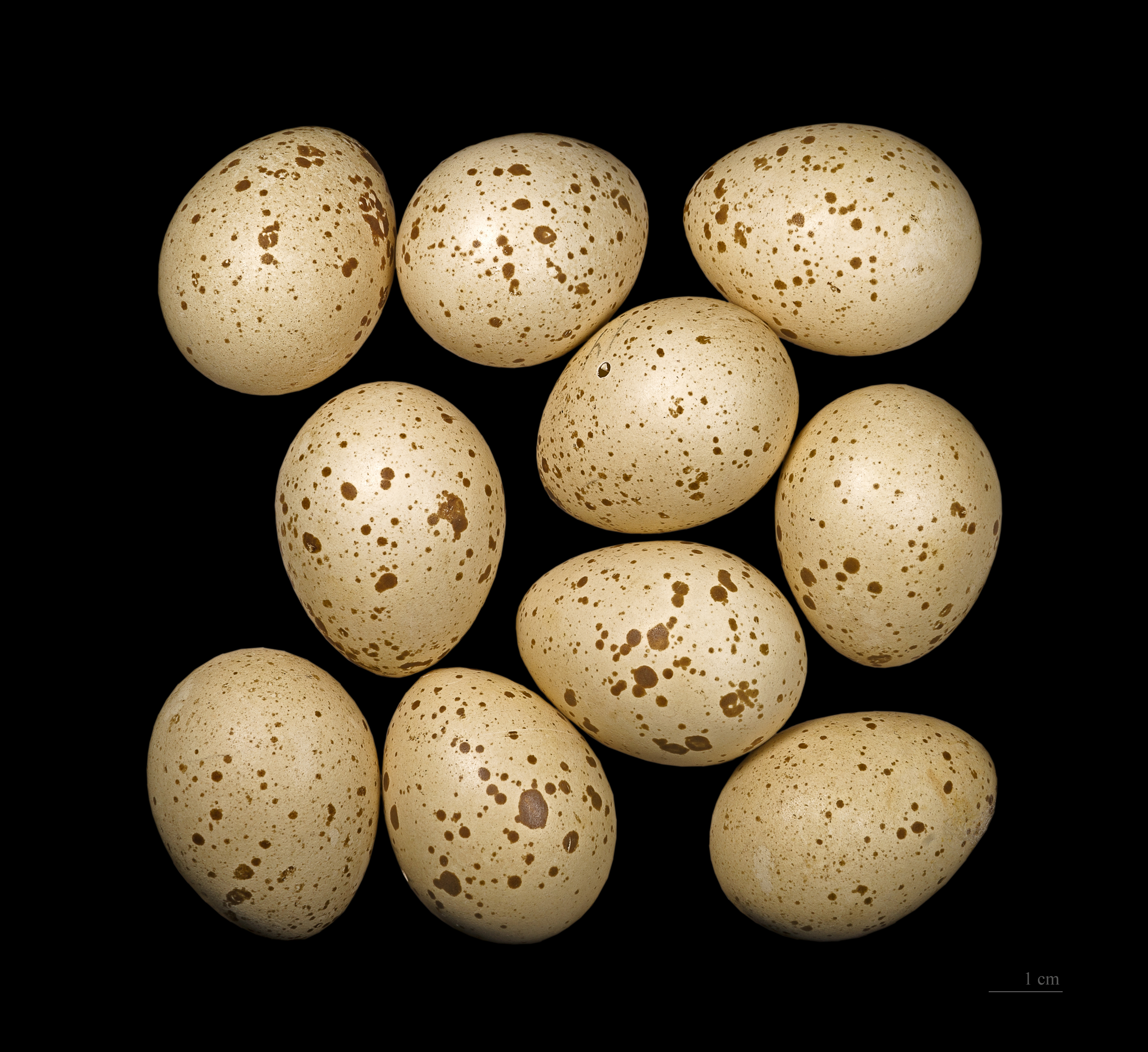
Uova di Tetrastes bonasia

Si nutre sul terreno, in prevalenza con vegetali (foglie, germogli, fiori, semi, frutti); i pulcini aggiungono alla dieta insetti e lombrichi.

### Riproduzione
Nidifica sul terreno. Il nido, posto al riparo di una roccia o della vegetazione, è un semplice avvallamento scavato con le zampe e foderato con erba, rametti, foglie e altro materiale vegetale trovato in prossimità del nido.
Dalla fine di marzo a metà maggio la femmina depone dalle 3 alle 6 uova e si assume tutte le responsabilità dell'incubazione e la cura dei piccoli, come è tipico della selvaggina da penna. I pulcini sono precoci e nidifugi; trovano cibo da soli, ma sono accuditi dalla femmina. Possono volare a 15-20 giorni di vita e diventano indipendenti a circa 3 mesi.